# Eniola Aluko
Eniola Aluko (Lagos, 21 februari 1987) is een in Nigeria geboren Engels voetbalster die sinds 2010 uitkomt voor Atlanta Beat in de Women's Professional Soccer. Aluko verhuisde op 1-jarige leeftijd met haar familie naar Birmingham. Aangezien ze in Engeland opgroeide, koos ze ervoor om voor het nationale elftal van Engeland uit te komen.

## Carrière
Aluko begon haar carrière bij de Leafield Athletic Ladies. Daarna ging ze naar Birmingham City met haar toekomstige collega-international, Karen Carney. Ze scoorde tijdens haar debuut tegen Leeds United LFC op 14-jarige leeftijd. In 2004 vertrok ze om bij Charlton Athletic te gaan voetballen.
In 2003 werd Aluko verkozen tot Young Player of the Year door de FA en liet sindsdien steeds meer van haar kwaliteiten zien. Haar reputatie werd groter door in de finale van de League Cup tegen Arsenal te scoren. De finale werd met 2-1 gewonnen. Toen het elftal uit elkaar viel verliet ze in 2007 het elftal en tekende bij Chelsea, waar ze tot eind 2008 bleef.
In oktober van 2008 werd ze voor de Women's Professional Soccer competitie ingedeeld bij Saint Louis Athletica. Ze werd clubtopscorer in het eerste seizoen (2009) met zes doelpunten. Ook gaf ze van haar elftal met vier assists het vaakst de beslissende pass. Ook in 2010 speelde ze bij de club, totdat die ophield te bestaan. In mei stapte ze daarop over naar de Atlanta Beat.
Aluko heeft de UEFA-managmentopleiding Executive Master for International Players (MIP) gedaan.

## Internationaal
Nadat ze Engeland had vertegenwoordigd in het onder 17 elftal, scoorde Aluko tijdens haar debuut bij onder 19 en speelde ze op het EK onder 19 toen ze nog maar 16 jaar oud was. Later speelde ze nog op onder 21 niveau, voordat ze haar debuut in 2004 tegen Nederland in het eerste elftal van Engeland maakte. Haar eerste doelpunt voor de hoofdmacht maakte ze tegen Tsjechië in Walsall in mei van 2005.

## Persoonlijk
Aluko's broer, Sone, was een Engels jeugdinternational, maar accepteerde in mei 2009 een uitnodiging voor het Nigeriaans elftal. Haar vader is een voormalig parlementslid in Nigeria.

## Erelijst
- 2003: FA Women's Young Player of the Year
- 2005: FA Women's Cup Final winner